# 烟碱烯
烟碱烯是一种有机化合物，化学式为C10H10N2。它可由烟碱的催化脱氢反应制得；1-甲基吡咯和3-溴吡啶在二异丙基乙胺存在下、9,10-二氰基蒽的催化下于乙腈中反应，也能得到产物。